# 威廉斯堡 (佛羅里達州)
威廉斯堡（英語：Williamsburg）位於美国佛羅里達州橙縣，根據2010年美国人口普查，當地有7,646人。位於北纬28°24′35″，西经81°26′45″，總面積9.7平方公里，9.5平方公里為土地，其餘(1.87%)為水面。
威廉斯堡附近有2條主要州際公路：州際公路417(佛羅里達州)及州際公路528(佛羅里達州)
威廉斯堡總人口中的89.59%為白人，1.97%為黑人，0.10%為印第安人，3.95%為亞洲人。